# Nguyễn Hồng Giang
Nguyễn Hồng Giang là nữ Thiếu tướng Quân đội nhân dân Việt Nam. Bà nguyên là Chính ủy Bệnh viện Trung ương Quân đội 108.

## Sự nghiệp
Năm 1972, Bà tốt nghiệp trường đại học Quân y (nay là Học viện Quân y). 
Sau đó, bà được chuyển về làm việc tại Viện quân y 108. Ban đầu bà làm công vụ hoặc y tá chăm sóc thương bệnh binh. Sau đó bà dần trở thành bác sĩ điều trị trực tiếp rồi giữ nhiệm vụ Chủ nhiệm khoa Mắt. Bà có 16 năm là Đảng ủy viên của Viện quân y 108, và giữ chức Chính ủy Bệnh viện Trung ương Quân đội 108.
Năm 2007 bà được phong hàm Thiếu tướng. Năm 2009, bà nghỉ hưu.

## Gia đình
Năm 1974, bác sĩ quân y Hồng Giang lập gia đình. Chồng bà là phi công của Trung đoàn 955 thuộc Bộ Tư lệnh Không quân. Bà có hai con gái.